# 굿윌 샤나
굿윌 샤나(Goodwill Shana)는 1990년 짐바브웨 부라와요 시에 설립된 Word of Life International Ministries의 창립자이자 수석 목사이다. 현재 세계복음주의연맹의 의장이다. 굿윌 샤나 박사는 현재 아프리카 복음주의 협회(AEA) 회장이며, 4년 동안 AEA 부회장을 역임했다. 굿윌 샤나 박사는 지난 20년 동안 지방의 의장을 하고 협회의 의장에 이르기까지 짐바브웨 복음주의 협회에서 다양한 직책을 역임했다. 그는 2007년부터 2014년까지 짐바브웨 복음주의 협회 회장을 역임했다. 2선 임기 동안 그는 짐바브웨 가톨릭 주교 회의(ZCBC), 짐바브웨 교회 협의회(ZCC), 짐바브웨 시오니스트 및 사도 교회 개발 연합(UDACIZA) 및 물론 짐바브웨 복음주의 협회(EFZ)로 구성된 짐바브웨 기독교 교단 수장 의장을 역임했다. 굿윌 샤나 박사는 변호사 자격을 취득했으며, 오하이오 주 콜럼버스에 있는 안티오크 성경대학에서 경영학 석사(MBA) 학위와 명예 박사 학위를 취득했다.